# Bryaninops isis
Bryaninops isis Larson, 1985 è un pesce marino della famiglia Gobiidae.

## Distribuzione e habitat
Vive nelle acque del Giappone, precisamente delle isole Ryūkyū, delle Filippine, dell'Indonesia, di Palau e dell'Australia, precisamente nella Grande barriera corallina.

## Descrizione
È un pesce di piccole dimensioni e misura al massimo 1,5 cm. È innocuo per gli esseri umani.